# 倪秉郎
倪秉郎（英語：Simon Ngai Ping Long，1955年5月7日—），香港資深傳媒人，曾任播音員、唱片騎師、節目監製、演員及配音員，曾用藝名「葉一敏」來演繹廣播劇。

## 背景
倪秉郎於香港出生，是家中長子，下有3名弟妹。3個月大時隨要到台灣工作的父親移居台灣眷村，至9歲時重返香港唐樓居住。父親在報社字粒房任職。倪秉郎回到香港生活後因為不諳粵語而被降級入讀小學二年級（本在台灣小學入讀至四年級）。他預科畢業後原先計劃修讀大學語言系，以為將來任職中文教師作準備，然而最終未能成事。另一方面，他喜歡舞台劇，於是報考麗的電視的藝員訓練班。1975年畢業即於麗的電視配音組當了一年配音員。後因麗的電視配音組資深配音員戴偉光的一席話，啟發他到香港浸會學院傳理系進修，專修電視及電台課程。1978年就讀浸會學院期間獲麥之華取錄加入香港電台唱片騎師訓練班，1979年正式成為唱片騎師，主持節目及演出多個廣播劇。同期跟隨吳錫輝和張文新等人學習當外展音樂會節目的助理編導。
在1970年代至1990年代，倪秉郎主持過《青春交響曲》、《中文歌集》、《阿郎日記》等廣播節目。除電台工作，他亦演出多個舞台劇，包括《遷界》、《地獄變》，1990年赴美攻讀戲劇。1993年重返電台部，及至1997年舉家移民加拿大，任職加拿大中文電台台長及加入新時代電視，至2002年回流香港，再進香港電台任職電視部監製，製作《功夫傳奇》、《修行》等節目。此外，自2002年第21屆香港電影金像獎開始，倪秉郎為金像獎頒獎典禮擔任宣讀提名名單報幕員至今。
2015年5月29日一度決定退休，退休前製作最後一個節目《那些年‧那些歌》。入行多年，他曾訓練過陳漢詩、陳永業、陳小芝、周慧敏、陳嘉熙、曾仕賢、梁兆輝等人當唱片騎師。1996年憑《廿三樓、攪笑友》獲得香港舞台劇獎「最佳男主角（喜劇/ 鬧劇）」，1997年則憑《羅生門》奪得香港舞台劇獎「最佳男主角（悲劇/ 正劇）」。
2022年4月2日，倪秉郎重返香港電台，為香港電台第二台主持相隔超過30年後同一音樂節目《阿郎戀曲》，打破港台40年來相隔最長時間「復播」的紀錄。此外，倪秉郎亦有為香港電台第五台主持《香江暖流》節目。

## 個人生活
倪秉郎曾與香港電台節目主持陳開心拍拖，他於1987年結婚。

## 廣播劇
※粗體表示者為作品中的主角或要角
| 年度 | 作品名稱         | 配演角色 | 備註                       |
| ---- | ---------------- | -------- | -------------------------- |
| 1978 | 燕子來時         | 阿莊     | 改編自田塵同名作品         |
| 1979 | 大城小子         | 亞詹     | 改編自依達同名作品         |
| 1979 | 琴鍵右角         | 李安迪   | 改編自依達同名作品         |
| 1979 | 沈勝衣之無雙譜   | 獨孤雁   | 改編自黃鷹同名作品         |
| 1979 | 沈勝衣之無腸公子 | 公孫接   | 改編自黃鷹同名作品         |
| 1979 | 雨中康乃馨       | 方克堅   | 改編自嚴沁同名作品         |
| 1979 | 陌上歸人         | 韋思烈   | 改編自嚴沁同名作品         |
| 1979 | 午夜結他         | 韋皓     | 改編自嚴沁同名作品         |
| 1979 | 夜溫柔           | 方宇     | 改編自嚴沁作品《夜是溫柔》 |
| 1980 | 白馬王子         | 李西敏   | 改編自岑凱倫同名作品       |
| 1980 | 雲外千峰         | 程士倫   | 改編自嚴沁同名作品         |
| 1980 | 情在深時         | 莊志文   | 改編自嚴沁同名作品         |
| 1982 | 雲飄千鄉         | 陳小健   | 改編自依達同名作品         |
| 1986 | 萍踪俠影錄       | 張丹楓   | 梁羽生小說                 |
| 1987 | 蝶神             | 陳誠一   | 改編自張君默同名作品       |
| 1987 | 傲慢與偏見       | 達西     | 改編自珍·奧斯婷同名作品    |
| 1987 | 斷線風箏         | 俞洵陽   | 改編自陳浩泉《斷鳶》       |
| 1988 | 異鄉人           | 靳懷剛   | 改編自亦舒同名作品         |
| 1989 | 二胡             | 胡景漢   | 陳若曦小說                 |
| 1996 | 我的前半生       | 史涓生   | 亦舒小說                   |

## 節目主持
麗的一台
- 1981年：夏日樂逍遙

香港電台
- 《青春交響曲》
- 《中文歌集》
- 《阿郎日記》
- 《開花仙人掌》
- 《晨光第一線》
- 《中文歌曲龍虎榜》（與周國豐，離職後由彭晴接任，彭氏離職後由黃天頤接任至今）
- 《阿郎戀曲》

## 舞台劇
- 1984年：逝海[14]
- 1985年：遷界
- 1988年：神奇旅程樂穿梭[15]
- 1989年：地獄變[16]
- 1990年：犀牛[17]
- 1996年：廿三樓、攪笑友
- 1997年：羅生門
- 2009年：主席萬歲萬萬歲

## 電視劇 (香港電台)
- 1989年：《人間有情：點滴在心頭》 飾 阿敬
- 1990年：《裁決：攞命債》 飾 阿誠
- 1990年：《雙城記：哀歌》 飾 Gary
- 1995年：《屋簷下之婚姻系列：街頭女兒》
- 1997年：《寫意空間》「玫瑰阿蛾的白髮時代 西西」 飾 兒子
- 1998年：《非常平等任務：危險遊戲》 飾 阿周

## 電視劇（ViuTV）
- 2024年：《打天下2》 飾 文博森

## 電影
- 1990年：《摩登如來神掌》 飾 廣告公司老闆